# Rediu (gmina Bâra)
Rediu – wieś w Rumunii, w okręgu Neamț, w gminie Bâra. W 2011 roku liczyła 875 mieszkańców.